# Vicent Soro Bauló
Vicent Soro Bauló (Gandesa 1882 - Tarragona, 24 de gener de 1941) fou un pagès i polític català, alcalde de Gandesa en temps de la 2a República, que va ser afusellat pel franquisme.

## Biografia[calcitació]
Vicent Soro Bauló, pagès de professió, va ser alcalde per Esquerra Republicana de Catalunya a Gandesa des de les eleccions municipals de 1931 fins al 31 de maig de 1936, excepte d'octubre de 1934 a febrer de 1936.
Un cop va acabar la guerra civil, va retornar al poble atès que no tenia delictes de sang. Detingut l'abril de 1939 va ser empresonat durant més d'un any. El 18 d'abril de 1940 va ser jutjat en un consell de guerra, que el condemnà per "auxili a la rebel·lió" per haver-se mantingut fidel a la legalitat republicana. Finalment, el 24 de gener de 1941 va ser afusellat a la muntanya de l’Oliva de Tarragona.
El 2016 se li feu un acte d'homenatge a la seva població amb la instal·lació d'un monòlit de record al parc de la Bassa de Gandesa.